# Гершанович, Михаил Лазаревич
Михаи́л Ла́заревич Гершано́вич (1924—2013) — советский и российский онколог, доктор медицинских наук, профессор, руководитель отделения химиотерапии ФГУ «НИИ онкологии имени Н. Н. Петрова» Минздрава РФ, лауреат государственной премии РФ, заслуженный деятель науки РФ, академик РАЕН.

## Биография
Родился 18 сентября 1924 года в городе Прилуки Полтавской губернии (ныне Черниговской области Украины). Его отец был рабочим, мать домохозяйкой.
В 1928 году семья переехала в Ленинград. В 1932 году Михаил поступил в находившуюся недалеко от дома школу на Греческом проспекте. Тогда она называлась 102 фабрично-заводская семилетка Володарского района Ленинграда, а сейчас это 155 гимназия Центрального района Санкт-Петербурга. В их классе училась Наталья Бехтерева.
Отечественную войну Михаил встретил в Ленинграде, где прожил до мая 1942 года в котором, окончив школу, был эвакуирован в Пестово. Далее, после поправки здоровья он поступает в Военно-морскую медицинскую академию, которая тогда была эвакуирована в город Киров.
В 1947 году Михаил Лазаревич блестяще заканчивает обучение в академии, получив за всё время лишь одну четвёрку — на государственном экзамене по марксизму-ленинизму. Для дальнейшего прохождения службы его направляют в Главный госпиталь Балтийского флота, располагающийся в Таллине.
Далее с 1947 по 1961 год, в общей сложности более 14 лет, Михаил Лазаревич Гершанович служил на флоте в одном и том же госпитале. Здесь же в 1955 году он защитил кандидатскую диссертацию, после чего продолжил работу в должности начальника отделения.
В 1961 году в СССР было проведено широкомасштабное сокращение вооружённых сил. В частности, Главный госпиталь Балтийского флота, располагавшийся ранее во множестве зданий таллинского парка Кадриорг, сократил число коек с 1000 до 200 и уплотнился до одного корпуса. Несмотря на то, что М. Л. Гершановичу не хватало до пенсии лишь полгода стажа и 5 лет службы, он был вынужден уволиться в запас.
Незадолго до этих событий от онкологического заболевания (лимфомы Ходжкина) умер близкий друг семьи Гершановича. Михаил Лазаревич принял решение заняться в дальнейшем именно этой проблемой и поступил на работу в Институт онкологии АМН СССР в качестве младшего научного сотрудника. Здесь уже работал его друг и учитель — профессор Николай Васильевич Лазарев, который посоветовал специализироваться на химиотерапии. В этот период Михаил Лазаревич познакомился с профессором Н. Н. Петровым.
В 1965 году, после переезда института в новое здание в посёлке Песочный, М. Л. Гершанович был назначен заведующим отделением химиотерапии. Со временем отделение стало практическим «монополистом» в области лечения лимфомы Ходжкина. Уже имеются бывшие пациенты с таким диагнозом, прожившие более тридцати лет, то есть полностью вылечившиеся.
В 1978 году Михаил Лазаревич был вызван в ЦК КПСС, где ему поручили медицинское обеспечение команды Анатолия Карпова на матче с Виктором Корчным за звание чемпиона мира по шахматам. Причины для этого было две. Во-первых, М. Л. Гершанович долгое время работал врачом общей практики, а во-вторых, он довольно давно дружил и с самим А. Карповым, и с его старшим другом гроссмейстером Михаилом Талем. Как следствие, в послужном списке известного онколога появилась экзотическая страница — врач спортивной команды.
В 1980 году М. Л. Гершанович защитил докторскую диссертацию.
В 2001 году М. Л. Гершанович в числе восьми сотрудников Института онкологии за разработку методов химиотерапии опухолей стал лауреатом Государственной премии Российской Федерации.
До последних дней Михаил Лазаревич являлся руководителем отделения химиотерапевтического отделения с паллиативной помощью НИИ онкологии имени Н. Н. Петрова. Он скончался 16 декабря 2013 года в Санкт-Петербурге.

## Научный вклад
Михаил Лазаревич Гершановичем написано более 600 печатных работ и 10 монографий, касающихся главных проблем клинической онкологии. В 2009 году вышла в свет известная среди онкологов монография «Лекарственная терапия опухолей», а ранее был написан фундаментальный труд «Симптоматическая терапия в онкологии».

## Любопытные факты
- Михаил Лазаревич является одним из немногих российских учёных медиков, который лично исследовал феномен филиппинских хилеров[6]. В 1978 году, в бытность своей работы врачом команды Анатолия Карпова, он находился в Багио в рамках матча за первенство мира с Виктором Корчным. Тогда и удалось посетить хилера с исследовательской целью. Гершанович М., для выяснения истины решил сам подвергнуться операции. Он хотел, чтобы ему удалили варикозный узел на ноге и небольшую, доброкачественную опухоль, базалиому, над левым глазом. И то, и другое очень удобно для демонстрации результата, так как присутствовало на поверхности тела в явной форме. Несмотря на все старания хилера удаление не получилось. И даже наоборот. В результате этих стараний упомянутые образования воспалились, и их пришлось срочно оперировать уже дома, в Ленинграде. Итог эксперимента над собой Гершанович М. Л. выразил словами: «После всего увиденного могу дать присягу: хирургии не было, был искусный фокус».
- В конце 1980-х годов директор Тбилисского зоопарка Гачичеладзе разработал и организовал производство из хрящей катрана препарат «Катрекс», предназначенный для борьбы с раковыми опухолями. Врачи киевского института онкологии дали ему положительное заключение, и у зоопарка стали собираться толпы граждан всей страны, желавших купить лекарство, продававшееся по три рубля за ампулу[3]. Для выяснения истинной сути феномена по поручению ЦК КПСС была создана комиссия, куда вошёл и Гершанович М. Л. Оказалось, что «Катрекс» никак не воздействует ни на какой вид опухоли. Более того, вследствие его изготовления в подсобных помещениях зоопарка, препарат был «грязным» и пациенты рисковали потерять остатки своего здоровья. После публикации выводов комиссии была попытка поджечь квартиру Михаила Лазаревича, но волей случая дело ограничилось сгоревшей дверью[3].